# The Taylor Swift Holiday Collection
Sounds of the Season: The Taylor Swift Holiday Collection là đĩa mở rộng đầu tiên của ca sĩ nhạc đồng quê người Mỹ Taylor Swift. Đĩa mở rộng được Big Machine Records phát hành lần đầu tiên vào ngày 14 tháng 10 năm 2007.
| Đánh giá chuyên môn   | Đánh giá chuyên môn |
| Nguồn đánh giá        | Nguồn đánh giá      |
| Nguồn                 | Đánh giá            |
| --------------------- | ------------------- |
| CMT                   | Có triển vọng       |
| Country Standard Time | Có triển vọng       |
| Deseret News          | Có triển vọng       |

## Danh sách track

### Bản chuẩn
| STT              | Nhan đề                            | Sáng tác                                      | Thời lượng |
| ---------------- | ---------------------------------- | --------------------------------------------- | ---------- |
| 1.               | "Last Christmas"                   | George Michael                                | 3:30       |
| 2.               | "Christmases When You Were Mine"   | Taylor Swift, Liz Rose, Nathan Chapman        | 3:06       |
| 3.               | "Santa Baby"                       | Joan Javits, Philip Springer, Tony Springer   | 2:41       |
| 4.               | "Silent Night"                     | Josef Mohr, Franz Xaver Gruber; arr. by Swift | 3:32       |
| 5.               | "Christmas Must Be Something More" | Swift                                         | 3:52       |
| 6.               | "White Christmas"                  | Irving Berlin                                 | 2:34       |
| Tổng thời lượng: | Tổng thời lượng:                   | Tổng thời lượng:                              | 19:15      |

## Bảng xếp hạng
| Bảng xếp hạng (2007—2009) | Vị trí cao nhất |
| ------------------------- | --------------- |
| U.S. Billboard 200        | 20              |
| U.S. Top Country Albums   | 14              |
| U.S. Top Holiday Albums   | 14              |